# Sobralia paludosa
Sobralia paludosa är en orkidéart som beskrevs av Jean Jules Linden. Sobralia paludosa ingår i släktet Sobralia och familjen orkidéer.
Artens utbredningsområde är Colombia. Inga underarter finns listade i Catalogue of Life.